# ولودیمیر فلیز
ولودیمیر فلیز (انگلیسی: Volodymyr Flys; ۲۳ مارس ۱۹۲۴ – ۷ اوت ۱۹۸۷) آهنگساز و استاد موسیقی اهل اوکراین بود.